# Ла-Баньєса
Ла-Баньєса (ісп. La Bañeza) — місто і муніципалітет в Іспанії, у складі автономної спільноти Кастилія-і-Леон, у провінції Леон. Населення — 11 050 осіб (2010).
Місто розташоване на відстані близько 280 км на північний захід від Мадрида, 43 км на південний захід від Леона.
На території муніципалітету розташовані такі населені пункти: (дані про населення за 2010 рік)
- Ла-Баньєса: 10822 особи
- Сан-Мамес-де-ла-Вега: 127 осіб
- Сантьяго-де-ла-Вальдуерна: 101 особа

## Демографія
Динаміка населення (INE ):

## Галерея зображень

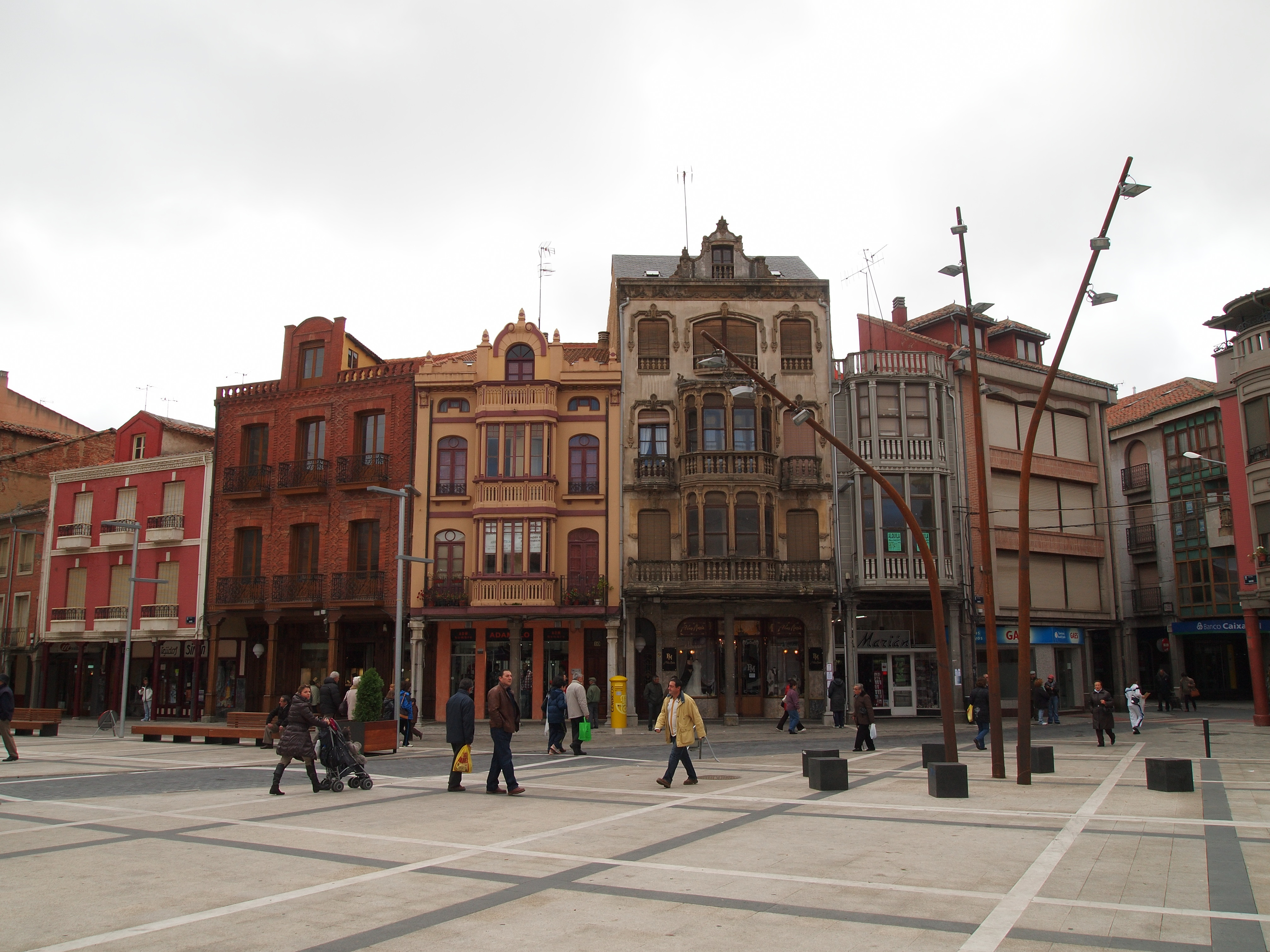
Центральна площа
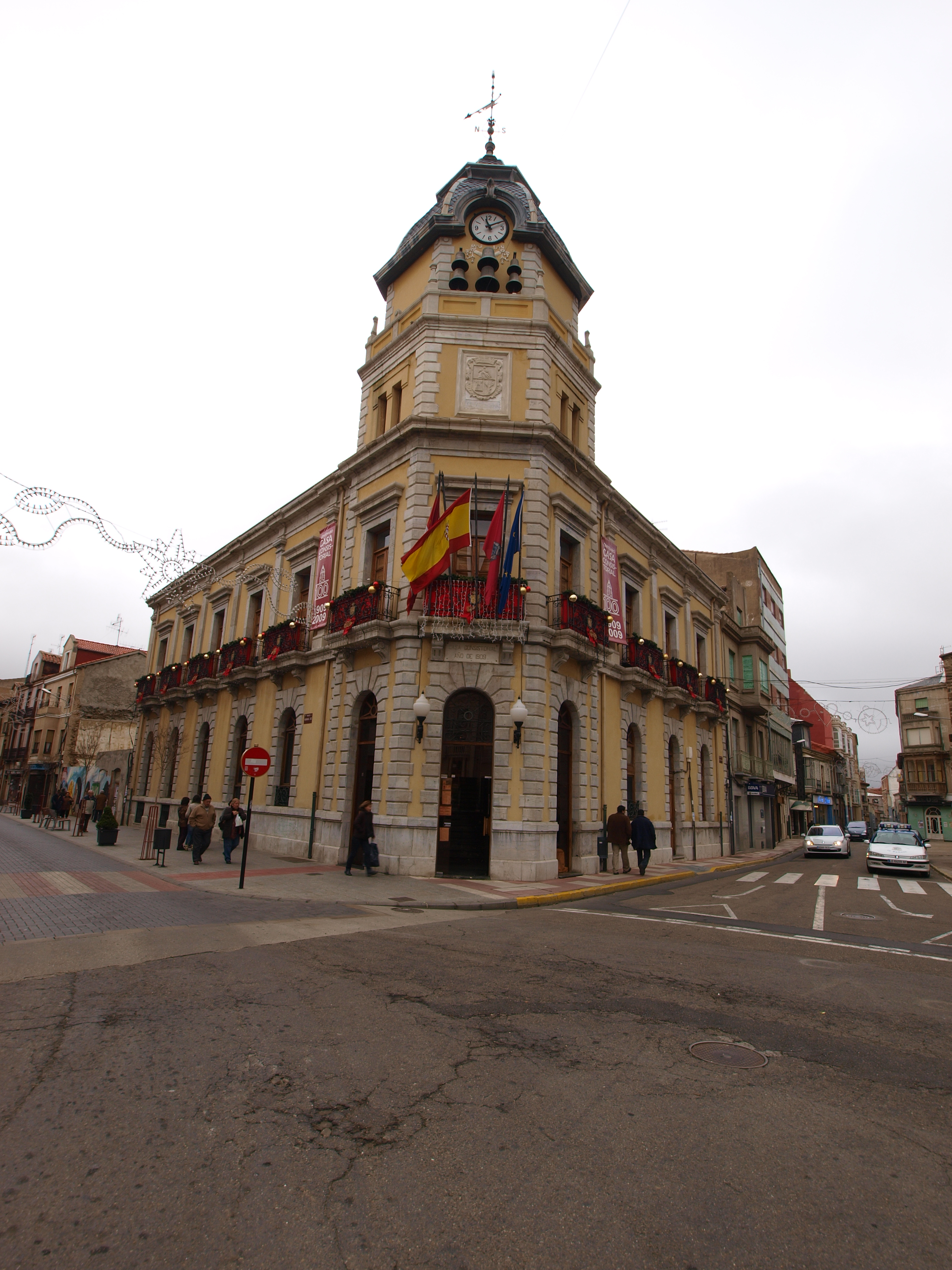
Муніципальна рада